# Kriegerdenkmal (Dietmannsried)
Das Kriegerdenkmal auf dem Friedhof von Dietmannsried im Landkreis Oberallgäu ist ein 1956 errichtetes Denkmal zum Ersten und Zweiten Weltkrieg. Außerdem wird mit diesem Denkmal auch der Opfer der Schlachten im Krieg 1870/71 gedacht.

## Geschichte
1848 wurde in Dietmannsried der ortsansässige Veteranenverein von ehemaligen Soldaten, die unter den bayrischen Königen und Napoleon in den Schlachten und Feldzügen von 1805 bis 1819 dienten, gegründet. Erstmals wurde 1910 im Ort ein Kriegerdenkmal geweiht. Dieses hatte seinen Standort beim ehemaligen Gasthof „Hirsch“ und erinnerte an die Schlachten und Feldzüge und den Krieg von 1870/71.
Im Zweiten Weltkrieg musste das kupferne Kriegerdenkmal „zur Stärkung der Metallreserven“ abgeliefert werden und wurde schließlich eingeschmolzen.
1956 wurde ein neues Ehrenmal für die gefallenen und vermissten Soldaten der beiden Weltkriege auf dem Dietmannsrieder Friedhof eingeweiht. Seither ist der Standort unverändert. Zudem wird mit dem neuen Ehrenmal ebenfalls wieder der Opfer der Schlachten von 1870/71 gedacht. Beauftragt mit der Planung, der künstlerischen Gestaltung und dem Bau war der ortsansässige Bildhauer Josef Konrad.
Anlässlich des 50. Todestages Josef Konrads wurde im Jahr 2012 im Zusammenhang mit weiteren Baumaßnahmen auf dem Friedhofsgelände das Ehrenmal grundlegend saniert und das darauf befindliche Kreuz samt Christuskorpus restauriert.
Schon 1979 war das originale Kreuz zum Schutz vor der Witterung abgenommen und durch eine originalgetreue Kopie ersetzt worden. Diese war von Josef Konrads Sohn Walter gefertigt worden.
Jährlich findet zu Ehren der Gefallenen am Volkstrauertag ein Gottesdienst in der Dietmannsrieder Kirche statt. Anschließend erfolgen durch den ortsansässigen Veteranenverein organisierte Kranzniederlegungen mit Musik am Denkmal.

## Beschreibung

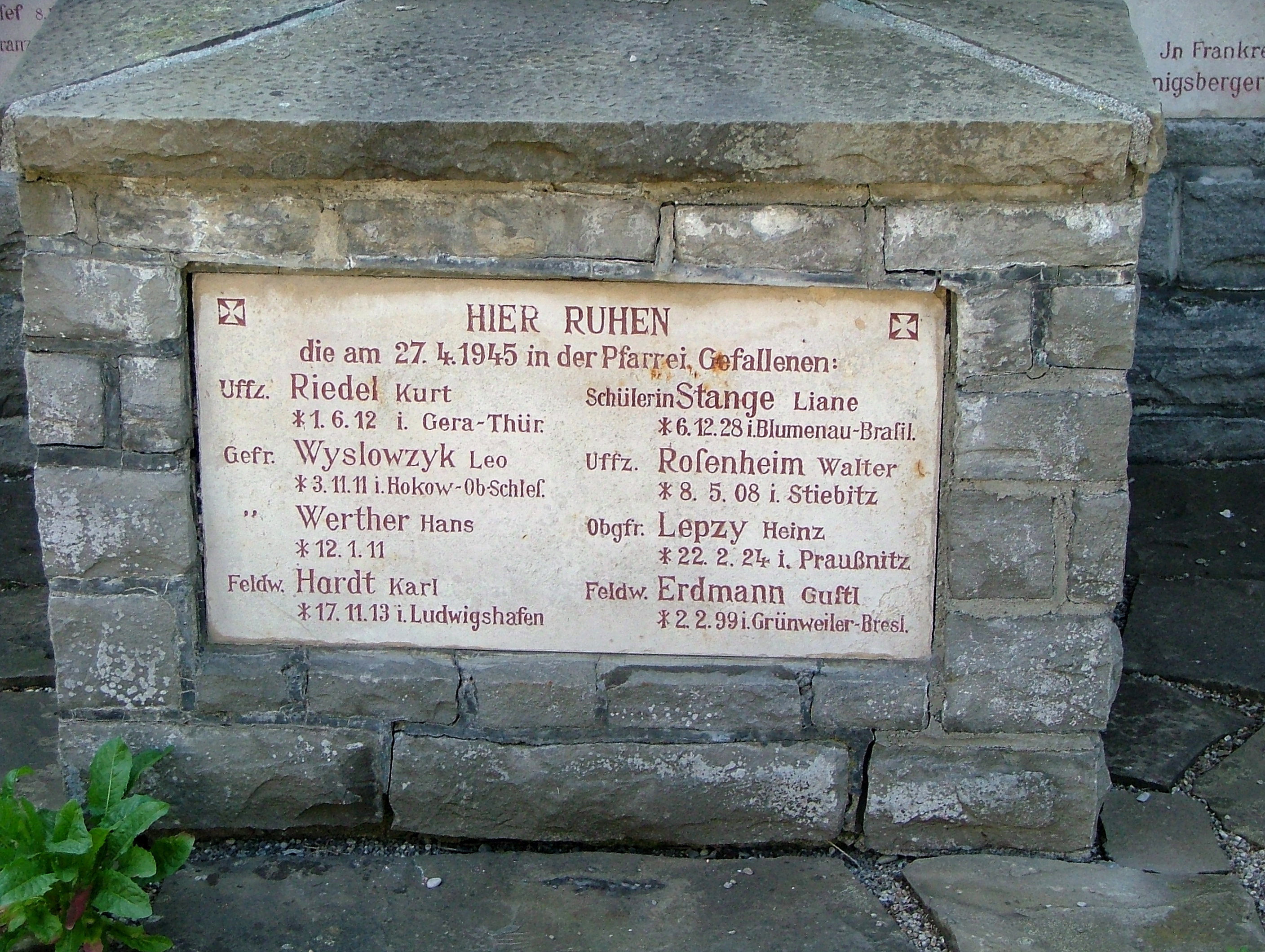
Steinplatte für die am 27. April 1945 Gefallenen

Das Ehrenmal befindet sich an der westlichen Friedhofsmauer nahe der Kirche. Es besteht aus einem an die Mauer anschließenden, erhöhten Sockel aus gemauerten Steinziegeln mit einem darauf befindlichen Kreuz aus Lindenholz mit geschnitztem Christuskorpus. Den Teil des Kreuzes unterhalb der Christusfigur ziert die Inschrift „ICH GAB MEIN LEBEN FÜR DIE MEINEN“. Am Steinsockel angebracht ist eine Steinplatte, die der unter dem Denkmal begrabenen Toten des Zweiten Weltkriegs, welche im Pfarreigebiet am 27. April 1945 durch einen Tieffliegerangriff umgekommen sind, gedenkt. Aufgeführt sind Namen, Geburtsdatum sowie Geburtsort und Beruf der Verstorbenen. Links des erhöhten Sockels ist der Steinblock in Form eines Eisernen Kreuzes zum Gedenken an den Krieg von 1870/71 und die beiden Weltkriege aufgestellt.
Die Friedhofsmauer dahinter ist erhöht und aus Steinziegeln gemauert. Sie ist lediglich im Bereich des Denkmals auf diese Weise gestaltet. Die restliche Friedhofsmauer besteht aus Beton. Insgesamt sind an diesem Mauerstück zehn Steintafeln angebracht. Auf acht der Steinplatten sind die Gefallenen, bezüglich ihrer Heimatgemeinde im Markt Dietmannsried geordnet, eingraviert. Sie werden dort namentlich mit Dienstgrad, Wohnort und, soweit bekannt, auch mit Todesdatum, -ort, ihrer Einheit und Bemerkungen wie Todesdaten oder Vermisstenmeldungen aufgeführt.
Die zwei weiteren Tafeln sind mit den Worten „UNSEREN“ und „GEFALLENEN“ beschriftet. Sie sind oberhalb der anderen Platten angebracht.
Das gesamte Denkmal ist durch eine Stufe aus Steinplatten mit einem vor dem Kreuz befindlichen, kreisförmigen Blumenbeet vom Friedhofsweg abgehoben und von zwei Steinsockeln mit Behältnissen für Weihwasser sowie zwei Blumenbeeten links und rechts abgegrenzt. Im linken Beet befindet sich zudem zwischen zwei Büschen der Steinblock in Form eines Eisernen Kreuzes, auf dem mit metallenen Ziffern die Jahreszahlen des Krieges von 1870/71 und der beiden Weltkriege angebracht sind.